# Nils Sture (1543–1567)
Nils Sture, född 20 juni 1543 på Hörningsholm, död 24 maj 1567 i Uppsala, var en svensk diplomat, militär, och adelsman.

## Biografi
Han var son till Svante Sture d.y. och Märta Eriksdotter (Leijonhufvud), en yngre syster till drottning Margareta, Gustav Vasas andra hustru.
Nils Sture var diplomat och militär och användes 1561 i en beskickning till engelska hovet, då Erik XIV friade till drottning Elisabet I, och 1562 i förhandlingar med hertig Johan. Under Nordiska sjuårskriget tjänstgjorde han som anförare för konungens livfana och som tillsyningsman över arkliet, utmärkte sig 1565 vid Varbergs erövring och i slaget vid Axtorna, där han förde huvudbaneret och sårades, samt biträdde 1566 vid belägringen av Bohus fästning.
Anklagad för förmenta förseelser, dömdes han 1566 av konungens nämnd till döden, men fick i stället hålla ett skymfligt intåg i Stockholm, varefter han strax sändes till Lothringen för att underhandla om Eriks giftermål med prinsessan Renata. Han tycks mera än någon annan av högadeln ha varit föremål för Erik XIV:s misstänksamhet. Hemkommen från Lothringen, mördades han av denne i Uppsala 24 maj 1567, i samband med de så kallade Sturemorden. Han hade åtskilliga syskon, där brodern Erik också dödas i samband med Sturemorden.
Nils var en älskad son. Det finns ett par bevis på detta. Ett exempel är att i brev till sin syster drottning Margareta skriver Märta om sin oro för sin sjuka son. Han har blivit sjuk i den s.k. "kalla sjukan". Drottning Margareta svarar i ett brev att även hennes dotter Cecilia haft samma sjukdom och råder sin syster att inte ge honom "någon mat, som är fet, ägg eller sådant utan mestadels bröd och rödvin." Hon skriver vidare "Kära syster, giv oss tillkänna, om du icke har rödvin. Vi vilja då skicka dig något." Ett annat sparat bevis att hon sörjde honom mycket djupt är att Märta lär ha sparat Nils kläder sedan han avrättats.
Han begravdes samtidigt som fadern och brodern 4 juli 1567 i Uppsala domkyrka, då på samma gång deras oskuld offentligen utropades.